# Syrrhopodon erubescens
Syrrhopodon erubescens är en bladmossart som beskrevs av Edwin Bunting Bartram 1951. Syrrhopodon erubescens ingår i släktet Syrrhopodon och familjen Calymperaceae. Inga underarter finns listade i Catalogue of Life.